# Syntretus nyashekensis
Syntretus nyashekensis är en stekelart som beskrevs av De Saeger 1946. Syntretus nyashekensis ingår i släktet Syntretus och familjen bracksteklar. Inga underarter finns listade i Catalogue of Life.